# تایرون پاور جونیور
تایرون پاور جونیور (به انگلیسی: Tyrone Power Jr.) (زاده ۲۲ ژانویه ۱۹۵۹) بازیگر آمریکایی است.
از کارهای معروف او می‌توان به بازی در فیلم پشمالو اشاره کرد.